# Castello di Paternion
Il castello di Paternion (in tedesco Schloss Paternion) si trova a Paternion, comune austriaco nel Distretto di Villach-Land appartenente al Land della Carinzia e la sua storia inizia nel XVI secolo.

## Storia

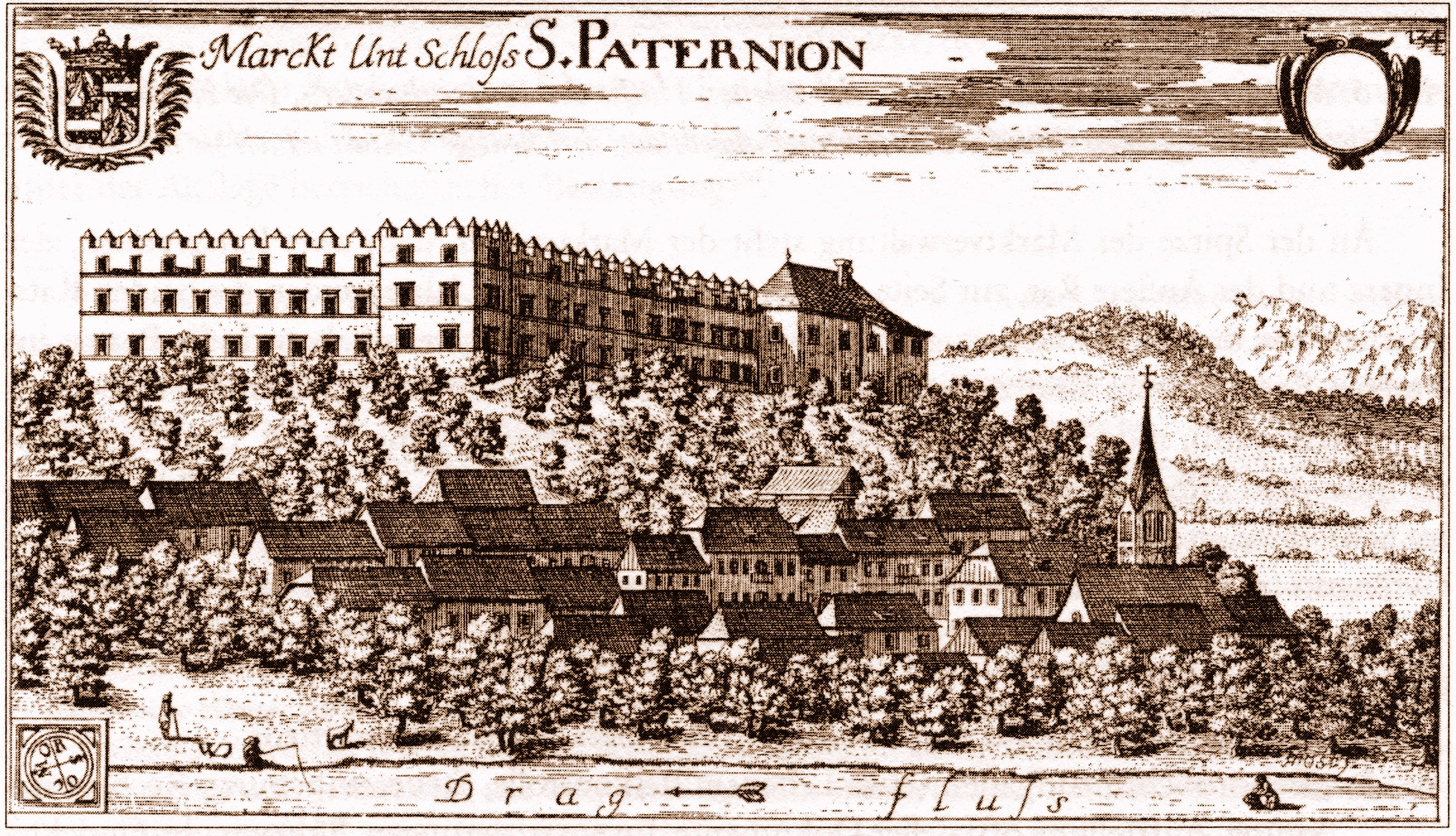
Il castello di Paternion in una stampa del 1688 realizzata da Johann Weichart Valvasor

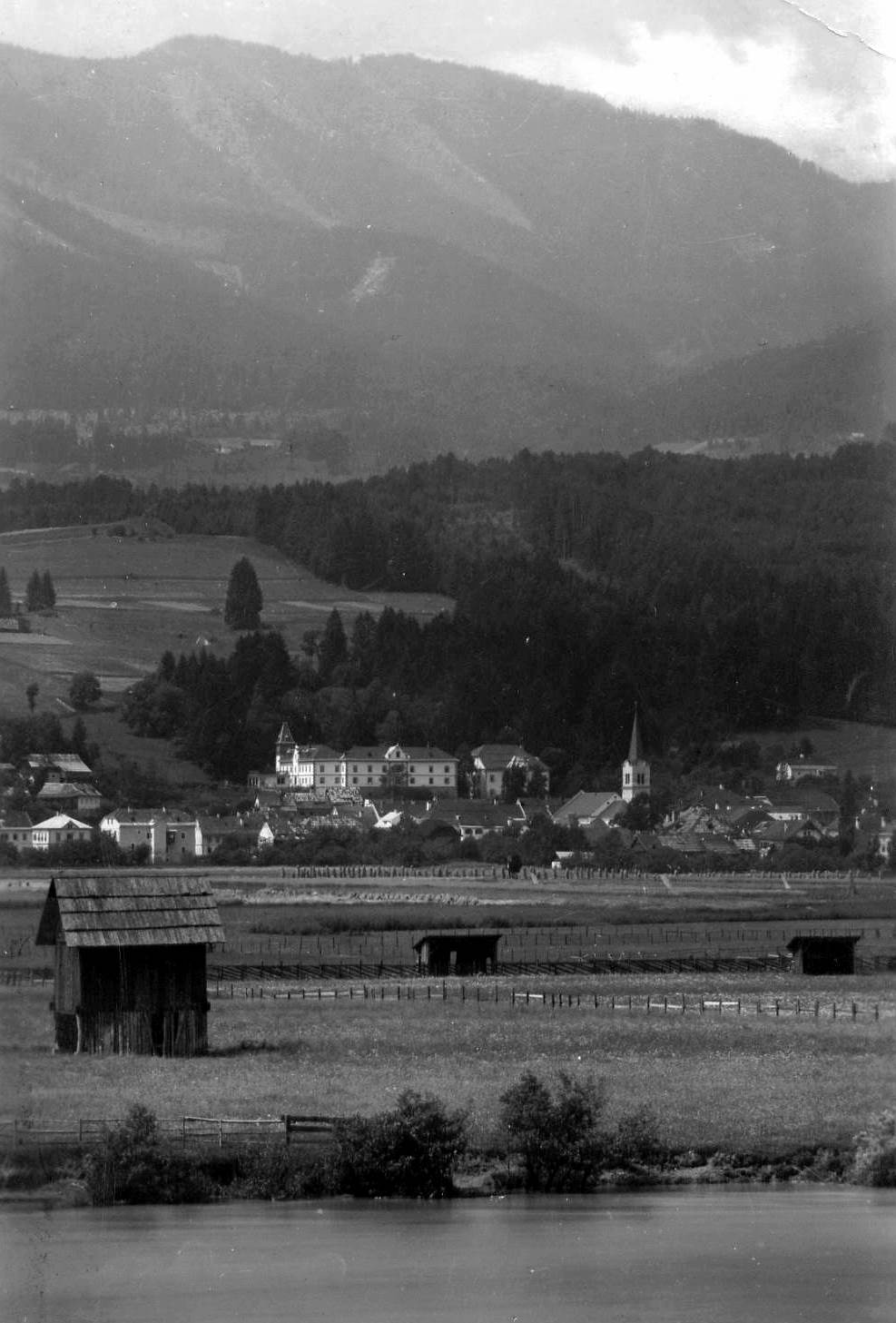
Immagine del territorio di Paternion come appariva nel 1915

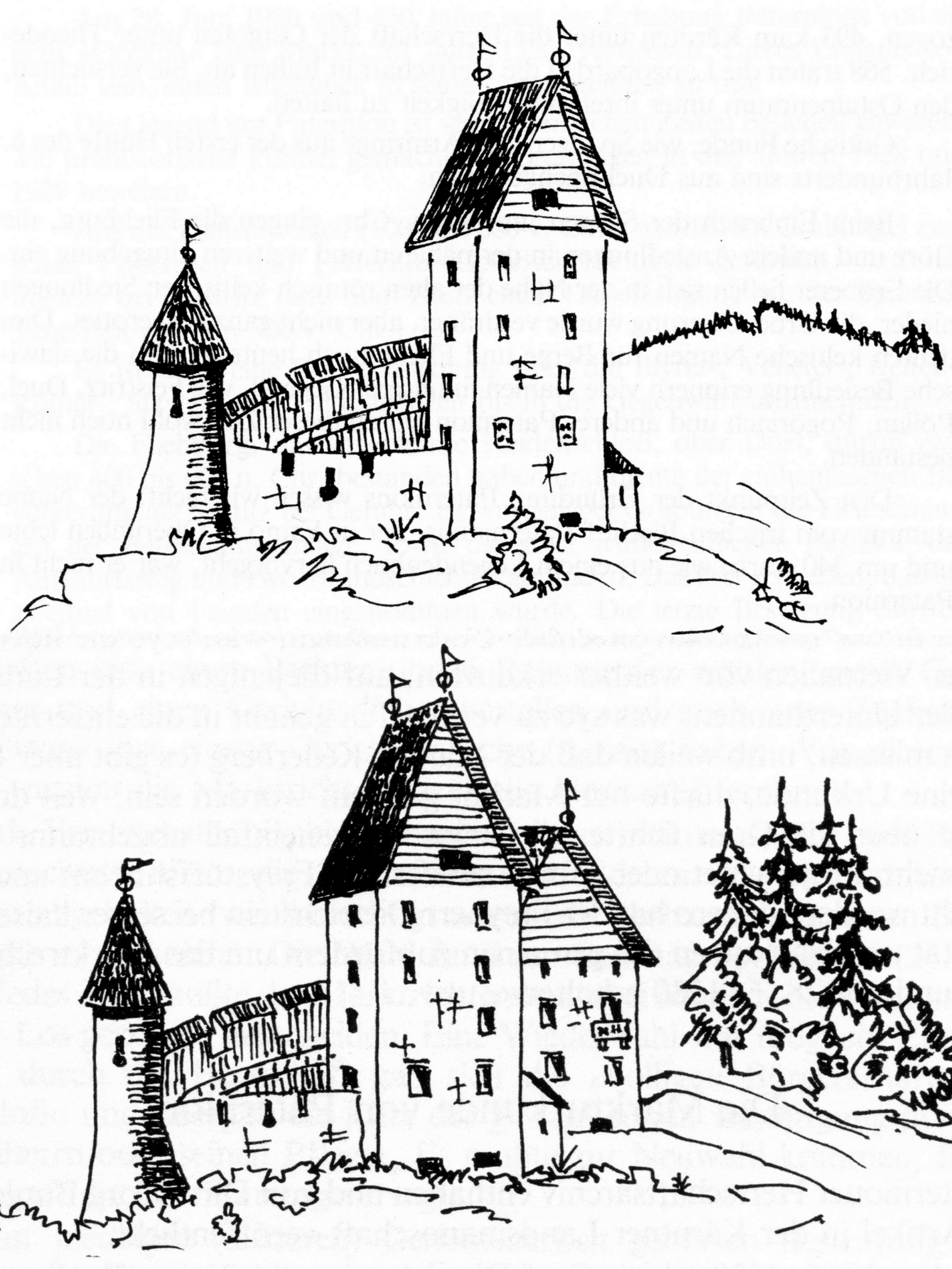
Schizzo basato sulle ricerche dell'ex direttore forestale Gustav Forstner-Billau conservato nell'archivio signorile di Paternion e riferito alle probabili fasi di ampliamento come torre dal XII secolo circa al 1587 circa e poi dal 1587 circa al 1600 circa

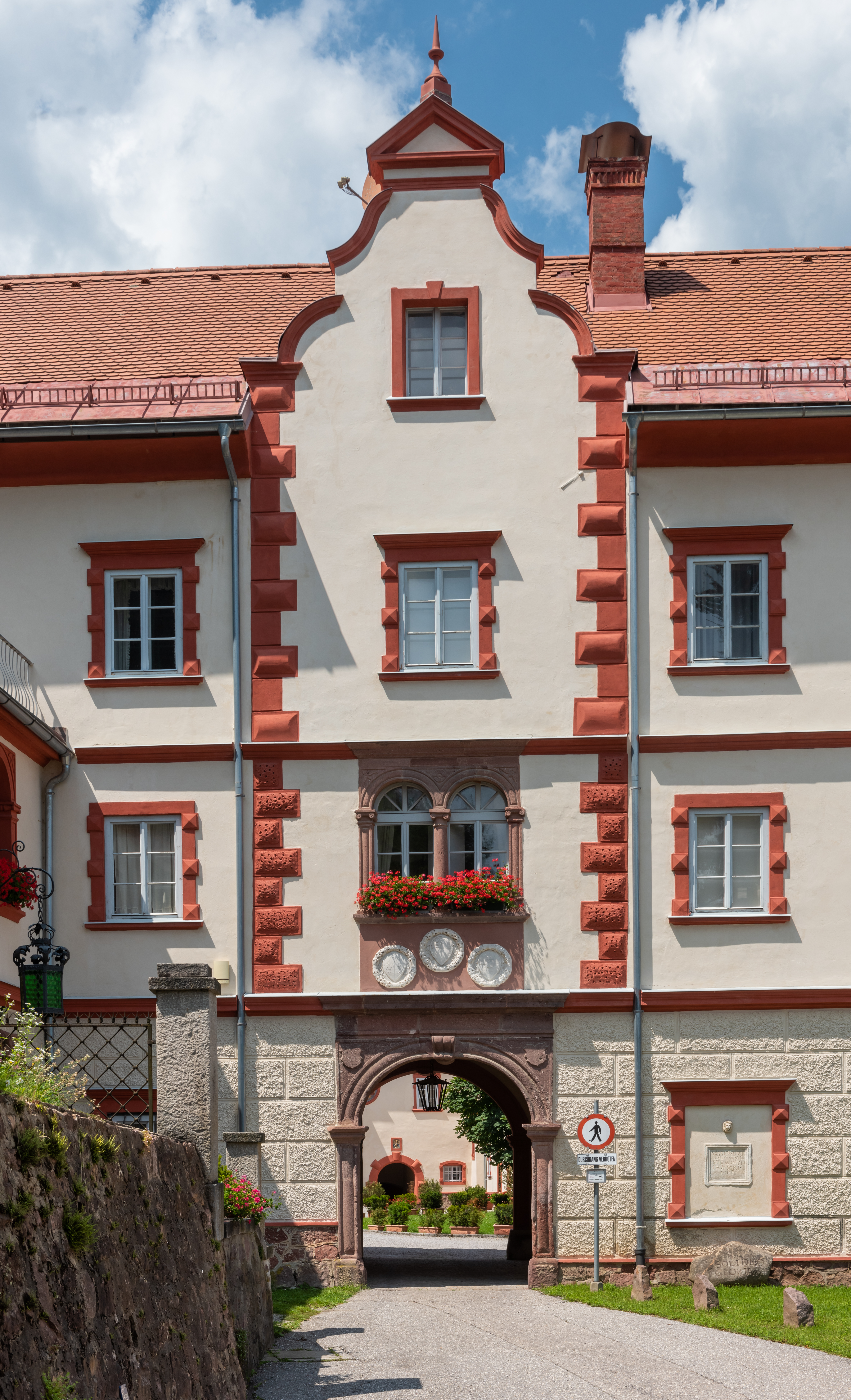
Particolare di una facciata

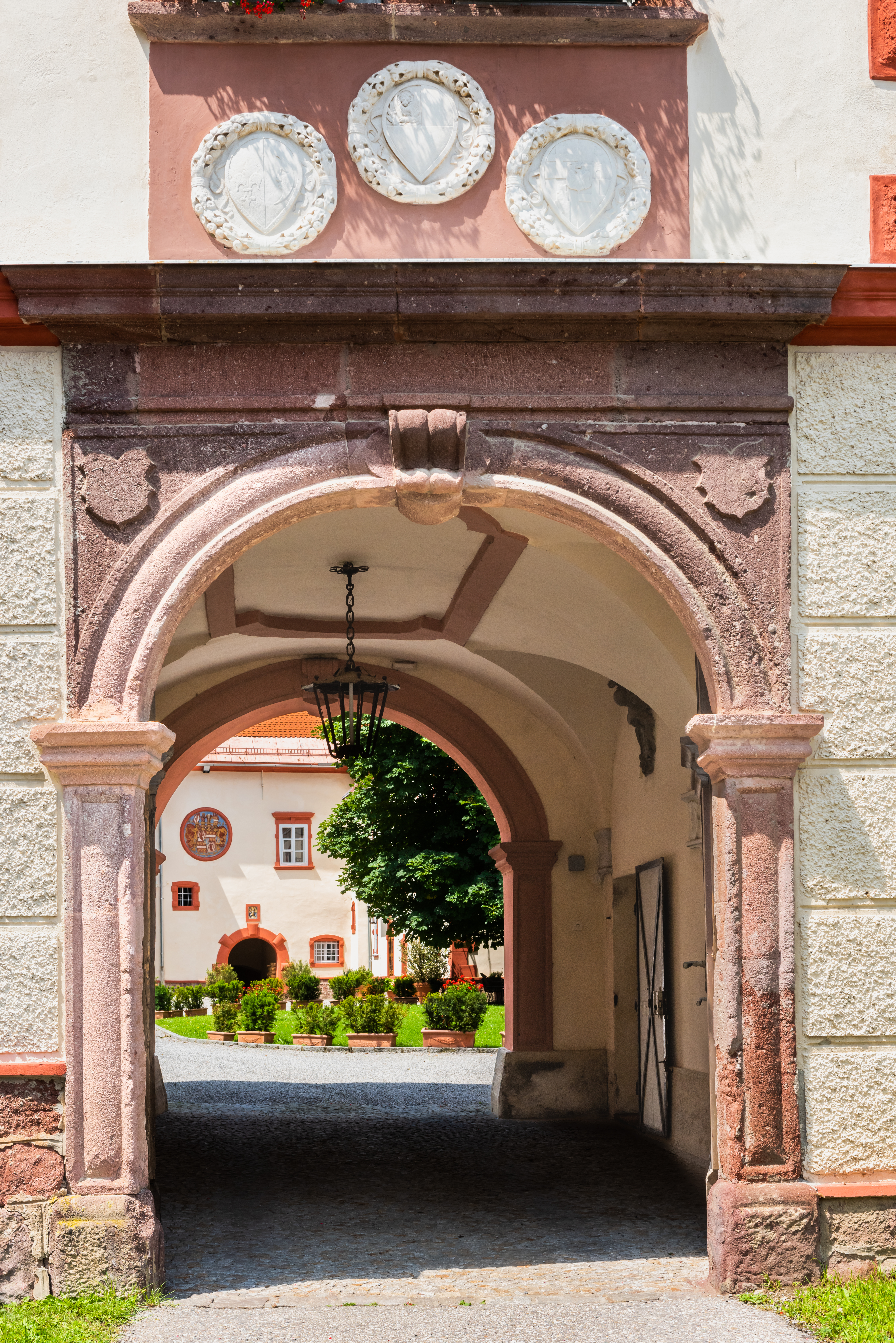
Portale di accesso al cortile interno

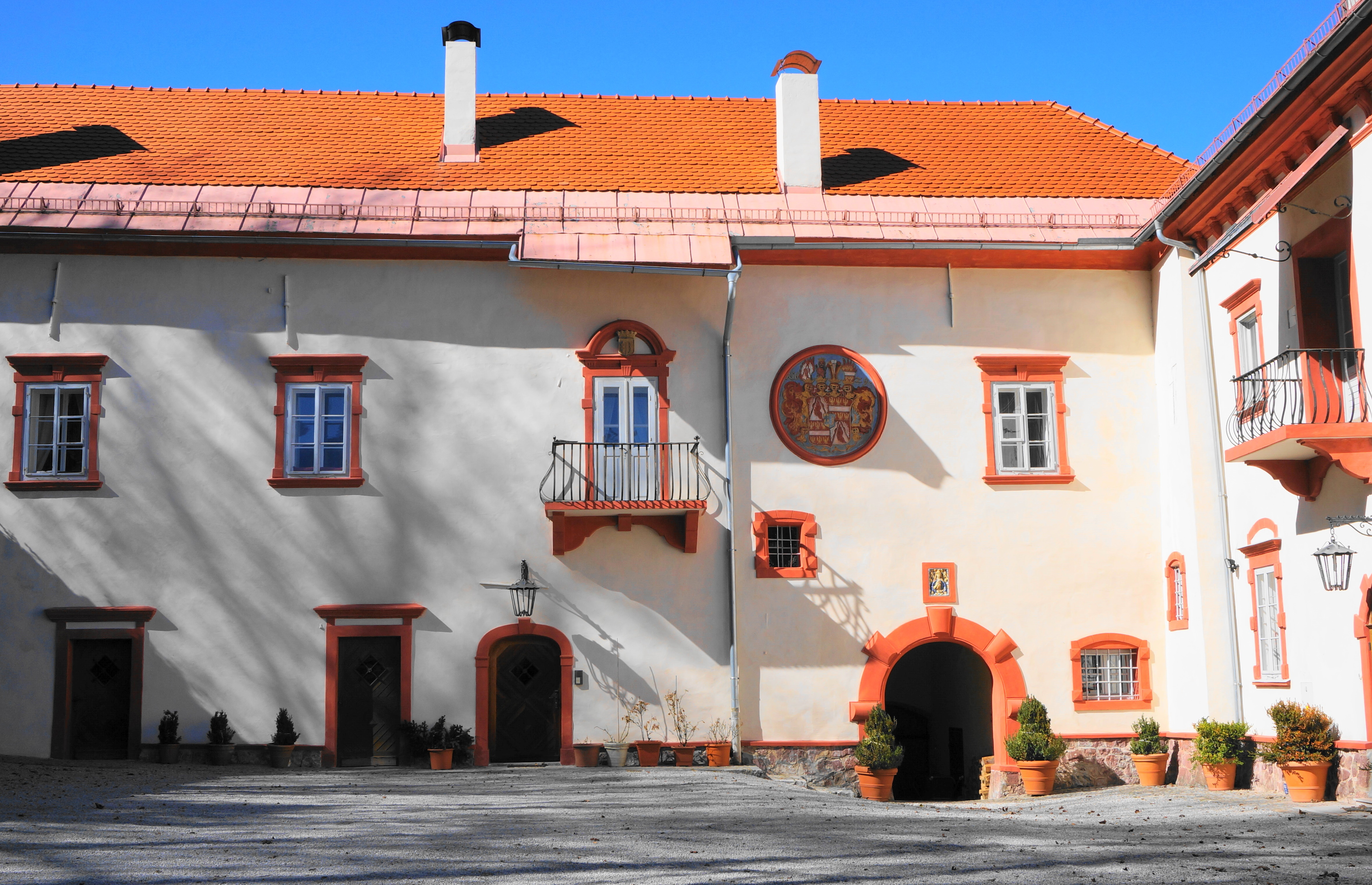
Parte del cortile interno

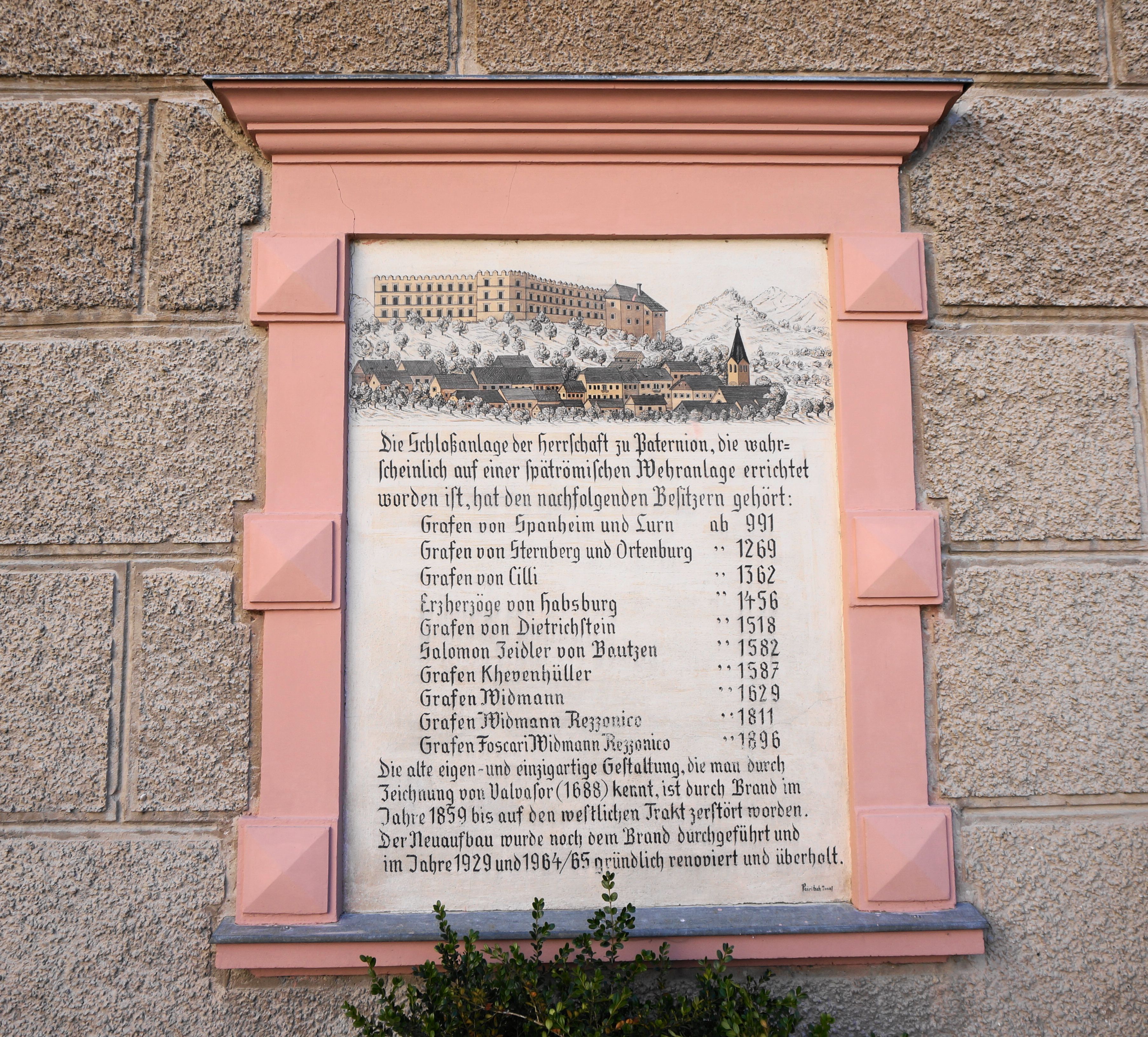
Targa che ricorda i signori del castello

La prima menzione di un castello in questo sito risale al 1354. Politicamente e amministrativamente Paternion era relativamente giovane in quel momento, essendo nato dall'unione di Stockenboi e Feistritz. Con il trattato di Pusarnitz i conti di Gorizia dovettero cedere queste zone agli Asburgo e l'imperatore Massimiliano I d'Asburgo nel 1517 vendette i due territori unificati al suo favorito Siegmund von Dietrichstein che fece edificare un grande castello al centro dei suoi possedimenti anche grazie alle enormi fortune delle quali disponevano i Dietrichstein, particolarmente ricchi perché possedevano nella zona miniere di argento, piombo e ferro. Si trattava in origine di un complesso formato da quattro ali che dall'esterno appariva senza tetto a causa della copertura piana nascosta dietro i merli e l'influenza italiana nel progetto del castello fu subito evidente. Il figlio di Sigmund, Sigmund Georg, diede in pegno il castello al suo tutore Salomon Zeidler di Bautzen nel 1582 e cinque anni più tardi a Moriz Christof Khevenhüller di Aichelberg. Quest'ultimo alla fine acquistò il pieno possesso della struttura nel 1592 e ne continuò l'opera di ampliamento. Hans Khevenhüller era protestante e in seguito alle vicende legate alla Controriforma dovette vendere i suoi beni e lasciare il paese nel 1629 e fu così che il castello venne quasi svenduto al mercante veneziano residente a Villach Hans Widmann che lo acquistò per la somma di 110.000 fiorini. La sua famiglia fu elevata al grado nobiliare di conte nel 1640 e da quel momento poté fregiarsi del titolo di conti di Ortenburg. Nel 1662 al castello fu legato un tribunale distrettuale. Nel 1859 un grande incendio distrusse gran parte della struttura e rimase praticamente solo l'ala ovest. La contessa Elisabeth Maria Adrienne Widmann fu l'ultima esponente della sua famiglia e poiché aveva sposato il conte veneziano Piero Foscari il maniero passò per via ereditaria alla nobile famiglia italiana Foscari. Verso la fine del XIX secolo il castello fu parzialmente ricostruito secondo il gusto storicista dell'epoca e le sue originali peculiarità che lo avevano reso un castello unico in tutta la Carinzia andarono in gran parte perdute. Il castello di Paternion è di proprietà dei conti Foscari-Widmann-Rezzonico, ospita l'amministrazione forestale e immobiliare della tenuta e non è visitabile.

## Descrizione
Il castello è situato su una collina sopra il centro di Paternion, comune austriaco nel Distretto di Villach-Land appartenente al Land della Carinzia. La struttura è complessa e formata principalmente da due diversi edifici che, grazie alla loro planimetria a forma di uncino racchiudono un enorme cortile rettangolare. L'ala ovest, risparmiata dall'incendio che distrusse il castello nel 1859, venne adattata al gusto del momento della ricostruzione dell'intera struttura, alla fine del XIX secolo. Si sviluppa su tre piani ed è coperto da un tetto a padiglione. Gli angoli dell'edificio sono svasati a simulare contrafforti e presentano riquadrature a graffito. A differenza del resto delle pareti, il basamento in pietra di cava non è intonacato. Sul muro esterno nord-orientale sono dipinti due stemmi Dietrichstein risalenti al 1558. Sul lato del cortile sopra l'ingresso con arco a tutto sesto è posto un altro grande stemma dipinto, quello della famiglia Widmann che, come conti di Ortenburg, ebbero la signoria del castello. La cappella, che è stata profanata e non è utilizzabile per il culto, si trova al piano terra ed è costituita da un piccolo ambiente con due campate e con volta a botte arricchita da costoloni in stucco. L'ala minore dell'edificio a tre piani a sud-est fu costruita alla fine del XIX secolo come palazzo residenziale e nel suo asse centrale si trova l'ampio ingresso al cortile. Sia la porta esterna sia quella interna hanno una cornice in pietra rossa. I tre grandi campi circolari in pietra sopra il portone esterno conservano in rilievo gli stemmi Foscari, Rezzonico e Widmann. Le doppie finestre accoppiate sopra non erano presenti in origine ma vi furono trasferite dal castello di Pöllan vicino a Feistritz an der Drau. Sul lato del cortile dell'ala di servizio sono installate finestre a doppio arco risalenti al 1629. L'ala laterale con terrazza a sud della porta fu costruita solo nella prima metà del XX secolo. Il castello di Paternion è di proprietà dei conti Foscari-Widmann-Rezzonico e non è possibile la visita.

### Bene architettonico tutelato
Il castello di Paternion è stato posto sotto tutela dei monumenti da parte della Repubblica austriaca col numero 34705.